# Саратовская контора иностранных поселенцев
Саратовская контора иностранных поселенцев — орган исполнительной власти с местом нахождения в Саратове учрежденный 30 апреля 1766 года Екатериной II с целью управления переселенцами-колонистами из германских и иных западноевропейских государств, появившимися с 1764 года в России и расселившимися в Нижнем Поволжье. Упразднена окончательно 1 мая 1877 года.

## История деятельности

### Учреждение конторы
Подписание императрицей Екатериной II манифестов от 4 декабря 1762 года «О позволении иностранцам селиться в России и свободном возвращении русских людей, бежавших за границу» и 22 июля 1763 года «О дозволении всем иностранцам, въезжающим в Россию, селиться в разных губерниях по их выбору, их правах и льготах» привело к появлению большого числа так называемых переселенцев-колонистов в основном из германских государств, большая часть из которых должна была быть расселена в Поволжье. Для управления процессами прибытия, обустройства, расселения иностранцев в Манифесте от 22 июля 1763 года предусматривалось создание в Петербурге на правах коллегии «Канцелярии опекунства иностранных». Президентом нового учреждения стал граф Орлов.
Активное заселение Поволжья привело Орлова к постановке перед императрицей вопрос о создании в Саратове собственного исполнительного органа Канцелярии. Она была создана Указом Екатерины II от 30 апреля 1766 года В своей деятельности Контора подчинялась непосредственно Канцелярии опекунства иностранных в Петербурге.
Контора должна была управлять колонистами до тех пор, пока они не освоятся на новом месте настолько, что на них можно будет распространить сложившиеся в России формы управления. В случае возникновения конфликтов иностранцев с местным населением Контора должна была улаживать их совместно с Саратовской воеводской канцелярией.

### Первые годы работы
Управляющим органом конторы была коллегия (присутствие), состоящая из трёх членов и возглавляемая Главным судьёй или Главным заседателем. Постановления Конторы, как правило, принимались коллегиально.
В обязанности членов присутствия входило проведение периодических ревизий колоний, проверка деятельности избранных колонистами сельских старост — форштегеров и бейзицеров. Кроме членов присутствия, в штате Конторы состояли: казначей, секретарь, архивариус и регистратор. Конторе были подведомственны две межевые команды во главе со смотрителями, включавшие в свой состав офицеров-межевщиков и служащих: канцеляристов, подканцеляристов, копиистов. Промежуточным управленческим звеном между Конторой и колонистами были окружные комиссары, появившиеся в 1768 году и назначавшиеся и увольнявшиеся Канцелярией опекунства иностранных в Петербурге.
Первым Главным судьёй конторы был назначен бригадир Иван Гаврилович Резанов. Его деятельность (как и всей конторы) на этом посту вызывала много жалоб со стороны колонистов в Канцелярию опекунства иностранных. В декабре 1767 года Саратовская контора канцелярии опекунства иностранных произвела первую подворную, поименную перепись поволжских колонистов. В 1768 году была проведена работа по присвоению образованным немецким колониям официальных названий
С 1774 года Главным судьёй конторы был действительный статский советник Михаил Михайлович Лодыжинский. В распоряжении Саратовской конторы на тот момент было несколько артиллерийских рот (600 человек), подчинявшихся Главному судье, для охраны колоний.
В 1774 году конторой была проведена выборочная перепись по 17 немецким колониям с записью всех колонистов и членов их семей, а также с указанием на имеющийся скот и инвентарь. В этом же году едва ли не основным направлением деятельности конторы стала ликвидация последствий прохождения Пугачевских отрядов через некоторые немецкие колонии.
В 1775 году Екатериной II перед конторой была поставлена задача определять, кто из колонистов способен к хлебопашеству, а кто нет с той целью, чтобы первым помогать землёй и деньгами, а вторым не препятствовать в выезде за границу (при уплате ими всех долгов) или помогать найти другую работу, чтобы погасить задолженность перед государством.
Контора, помимо общих дел по управлению и контролю за жизнью переселенцев-колонистов, занималась различными текущими жизненными вопросами людей: регистрировала сделки, давала разрешение на переезды, разрешение на браки, рассматривала споры между колонистами, выдавала различные письма и документы и т. п.

### Упразднение конторы и последующее восстановление
Указом императрицы от 20 апреля 1782 года прекратили свою деятельность Канцелярия опекунства иностранных и её Саратовская контора. Считалось, что свои функции они уже выполнили, приглашения новых колонистов не ожидалось, кроме того, содержание подобных учреждений достаточно дорого обходилось казне. Управление колониями переходило к губернским властям в соответствии с общим порядком управления в Российской империи. Ввиду многочисленных жалоб на произвол русских губернаторов и их чиновников Указом от 4 марта 1797 года колонии Поволжья, как и другие колонии России, были подчинены созданной при Правительствующем Сенате Экспедиции государственного хозяйства, опекунства иностранных и сельского домоводства. Тогда же была восстановлена и Саратовская контора опекунства иностранных. Согласно инструкции, утверждённой в этот же день, контора должна была управлять всеми колониями в Саратовской губернии, и была ответственна «за всё к колонии относящееся». Кроме того, конторе предоставили права суда по спорам между колонистами и относительно преступлений ими совершенных. Штат конторы устанавливался в 7 человек во главе с Главным судьёй.

### Деятельность с 1797 по 1877 годы
В ходе Министерской реформы Экспедиции государственного хозяйства опекунства иностранных и сельского домоводства перешла в ведомство Министерства внутренних дел и в 1811 году была переименована в Департамент государственного хозяйства и публичных зданий. С 1833 года Саратовская контора опекунства иностранных стала называться «Саратовской конторой иностранных поселенцев», а её руководитель — управляющим конторы.
Непосредственно в колониях управление осуществляли окружные и сельские приказы. Промежуточным звеном между ними и Конторой были смотрители колоний. В 1837 году было образовано Министерство государственных имуществ в ведение которого с февраля 1838 года была передана Саратовская контора иностранных поселенцев.
Положение Конторы опекунства иностранных было совершенно независимым от других губернских учреждений. Контора была равна в правах с высшими губернскими учреждениями. Нижние же чиновники губернии: городничие, исправники и другие — обязаны немедленно исполнять требования Конторы или его управляющего, когда требования эти относятся к их должностям
На 1864 год штат конторы насчитывал 23 человека: управляющий, три члена присутствия, секретарь, чиновник особых поручений, контролёр, казначей, бухгалтер, два столоначальника, переводчик, архитектор (он же землемер), журналист, архивариус, три врача и пять смотрителей колоний.
За время существования Конторы с 1797 по 1877 годы главными судьями (с 1833 года — управляющими конторы) были:
- 1797—1801 гг. — действительный статский советник Еремеев, Андрей Дмитриевич; ранее был председателем Саратовской уголовной палаты и предводителем дворянства
- 1801—1803 гг. — статский советник В. Есипов; бывший саратовский губернский прокурор
- 1803—1814 гг. — статский советник Федор Федорович Роггенбуке
- 1814—1833 гг. — коллежский советник Иван Кропотов
- 1833—1843 гг. — коллежский советник Бутягин
- 1843—1858 гг. — статский советник Алексей фон Фрезе
- 1858—1863 гг. — статский советник Леонтий Яковлевич Флесиер
- 1863—1866 гг. — действительный статский советник Федор Станиславович Лизандер
- 1866—1867 гг. — надворный советник Владимир Иванович Эттингер
- 1867—1869 гг. — действительный статский советник С. Н. Шафранов
- 1869—1877 гг. — статский советник Георгий Александрович фон дер Остен-Сакен

### Окончательное упразднение конторы
Положением от 17 декабря 1866 года, утверждённым Александром II, начался процесс передачи управления немецкими колониями Поволжья в ведение российских государственных органов по крестьянским делам. Вместе с этим из компетенции министерства государственных имуществ вышла и Саратовская контора иностранных поселенцев. Данное учреждение сохраняло полномочия лишь в вопросах, касающихся церкви и школы.
Указ императораАлександра II от 4 июня 1871 года отменил в Российской империи все привилегии колонистов, дарованные переселенцам Манифестом Екатерины II. Колонисты перешли под общее российское управление и получили статус поселян с теми же правами, что и у русских крестьян. Все делопроизводство в колониях было переведено на русский язык.
В результате данных изменений отпала необходимость существования самой Конторы и 17 января 1876 года министру государственных имуществ предоставлено упразднить Саратовскую контору об иностранцах. Министр счёл возможным отсрочить упразднение Конторы до 1 (13) мая 1877 года.

## Критика деятельности Конторы
Контора на протяжении всего своего периода существования так и не смогла стать «лучшим другом» колониста. Злоупотребления чиновников конторы стали обычным делом, решением насущных проблем колонистов Контора в должной мере не занималась.
Так, Я. Е. Дитц отмечает в своей рукописи, что Контора не справлялась с возложенными на неё обязанностями по обустройству колонистов изначально. Согласно его сведениям, семена, инвентарь и скот выдавался поселенцам несвоевременно, выдаваемые же продукты были низкого качества, так что колонисты замерзали и голодали.
Традиционная халатность и беспечность наших чиновников пагубно отразились на судьбе колонистов и надолго задержали нормальное развитие колоний.
После восстановления Конторы в 1797 году положение несколько улучшилось. Но по-прежнему отмечался серьёзный уровень злоупотребления властью и корыстной заинтересованности у чиновников Конторы. Многие из них были отстранены от работы и даже осуждены «за неисправное поведение» и «за причинение многих беспорядков по колониям и за ложные переводы на российский язык бумаг». А один из чиновников Конторы и автор сочинений по истории немецких колоний А. А. Клаус, характеризует своих сослуживцев как самодуров, казнокрадов, корыстолюбцев, лихоимцев, взяточников.

## Архив конторы
Документы конторы представляют собой важный источник информации об истории немцев Поволжья. Большая часть документов Конторы со времени её основания по 1774 год погибла в августе 1774 года, когда Саратов был взят армией Емельяна Пугачёва. Часть документов, ранее отправленных по Волге в Астрахань, была потоплена после разграбления конторской казны крестьянами села Синенькие. На данный момент сохранившаяся документация конторы находится в Государственном архиве Саратовской области и включает в себя описи дел конторы, а также некоторые сохранившиеся дела. Часть материалов из фонда конторы была опубликована.

## Здание конторы

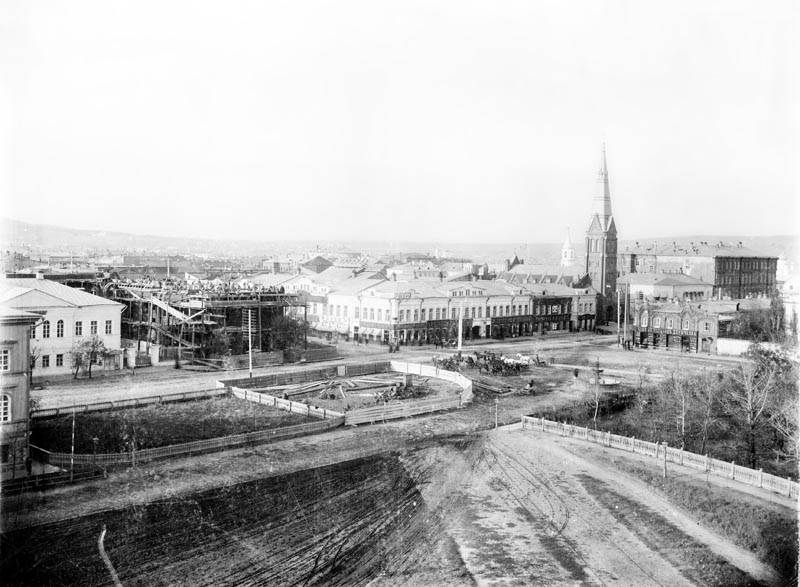
Саратов. Контора опекунства иностранных поселенцев слева от строящегося здания нынешней консерватории. 1900 год.

В 1800 году здание конторы, находившееся на Михайло-Архангельской площади Саратова сгорело. Новое здание Саратовской конторы опекунства иностранных поселенцев было построено в 1802 году под руководством известного архитектора Х. И. Лоссе. Простой дом, выполненный в классическом стиле, не имел каких-либо излишеств. Был расположен в Саратове, на улице Никольской (ныне — улица Радищева). Снесено в 1981 году. В настоящий момент на этом месте находится студенческое общежитие консерватории.